# حسن‌بی‌لی (یورغیر)
حسن‌بی‌لی (به ترکی استانبولی: Hasanbeyli) یک منطقهٔ مسکونی در ترکیه است که در یورغیر واقع شده‌است.